# Sail-les-Bains
Sail-les-Bains este o comună în departamentul Loire din sud-estul Franței. În 2009 avea o populație de 213 de locuitori.

## Evoluția populației
| An        | 1975 | 1982 | 1990 | 1999 | 2006 | 2009 |
| --------- | ---- | ---- | ---- | ---- | ---- | ---- |
| Populație | 307  | 316  | 264  | 222  | 220  | 213  |